# Aberfeldy (Australië)
Aberfeldy is een plaats in de Australische deelstaat Victoria. De plaats is in 1871 gesticht, nadat er in de buurt goud was gevonden. Een jaar later werd het postkantoor er geopend.